# Cliffortia heterophylla
Cliffortia heterophylla är en rosväxtart som beskrevs av August Henning Weimarck. Cliffortia heterophylla ingår i släktet Cliffortia och familjen rosväxter. Inga underarter finns listade i Catalogue of Life.